# Československý národní výbor
Československý národní výbor byla organizace vytvořená dne 17. října 1939 v Paříži. Do konce roku 1939 byl Československý národní výbor uznán jako orgán, který měl zastupovat český a slovenský národ a řídit československou armádu v zahraničí. V tomto smyslu uzavřel Československý národní výbor i zvláštní dohody o leteckých jednotkách a podřízenosti československých vojáků československé vojenské jurisdikci ve Francii.
V rámci Československého národního výboru došlo ke vzniku Správ národního výboru, které zajišťovaly administrativu záležitostí československých emigrantů. Nejvýznamnější z nich byla Správa vojenská. Proti politice Československého národního výboru se zorganizovala opoziční Slovenská národní rada vedená bývalým předsedou vlády Milanem Hodžou, která se na počátku roku 1940 přetvořila na Česko-slovenskou národní radu.

## Seznam členů
- prezident: Edvard Beneš (ČSNS)
- úřadující místopředseda: Jan Šrámek (ČSL)
- gen. Sergej Ingr
- Štefan Osuský
- Eduard Outrata
- Hubert Ripka (ČSNS)
- Juraj Slávik (RSZML)
- gen. Rudolf Viest